# On and On and On
Singles de ABBA
The Winner Takes It All
(1980) Super Trouper
(1980)
Clip vidéo
[vidéo] « On and On and On », sur YouTube
On and On and On est une chanson du groupe de pop suédois ABBA extraite de leur septième album studio Super Trouper, sorti en 1980. Elle a également été publiée en single dans un nombre limité de pays.
Sylvie Vartan en a enregistré une adaptation en français, "Ça va mal", sur son album éponyme (1981).

## Classements
| Classement (1981)              | Meilleure position |
| ------------------------------ | ------------------ |
| États-Unis (Billboard Hot 100) | 90                 |